# Sayaka Akimoto
Pour les articles homonymes, voir Akimoto.
Sayaka Akimoto (秋元才加, Akimoto Sayaka, née le 26 juillet 1988 à Chiba, Japon) est une chanteuse, actrice et idole japonaise, ex-membre du groupe de J-pop AKB48.

## Biographie

### Les débuts dans la J-pop (2006 - 2013)
En 2006, alors qu'elle est encore lycéenne, Sayaka Akimoto passe des auditions. Remarquée, elle intègre le groupe AKB48.
En 2007, elle tient son premier rôle au cinéma dans le film Densen Uta. Cette même année, elle participe au groupe temporaire Chocolove from AKB48 (2007-2008).
En 2010, toujours au sein d'AKB48, elle est nommée capitaine de l'équipe Team K. Quelques mois plus tard, elle est au cœur d'un scandale : les paparazzis font étalage de sa vie privée et lui prêtent une relation amoureuse avec Oji Hiroi, liaison qui sera démentie par la suite. Toutefois, face à l'ampleur des rumeurs, elle quitte son poste de capitaine. Le 27 février 2011, après avoir couru le marathon de Tokyo, elle récupère son titre.
En janvier 2011, elle intègre le groupe DiVa aux côtés d'autres membres d'AKB48 : Sae Miyazawa, Ayaka Umeda et Yuka Masuda. Le groupe est dissout en novembre 2014.
Elle annonce son départ du groupe AKB48, le 22 août 2013, au Tokyo Dome.

## Vie privée
Née d'une mère philippine et d'un père japonais, Sayaka Akimoto est une hāfu.
Elle est l'épouse du rappeur PUNPEE depuis 2020.

## Carrière partielle

### Filmographie

#### Longs-métrages
- 2007 : Densen Uta
- 2009 : High Kick Girl! (ハイキック・ガール！?)
- 2009 : Sei Shirayuri Kishidan (聖白百合騎士団?) (alias Super Gore Girl)
- 2014 : Doreiku: Boku to 23-nin no dorei : Eia Arakawa
- 2015 : Bikuu The Movie
- 2020 : Sniper : Assassin's End de Kaare Andrews : Yuki Mifune
- 2022 : Sniper : Rogue mission de Olivier Thompson : Yuki Mifune

#### Dramas

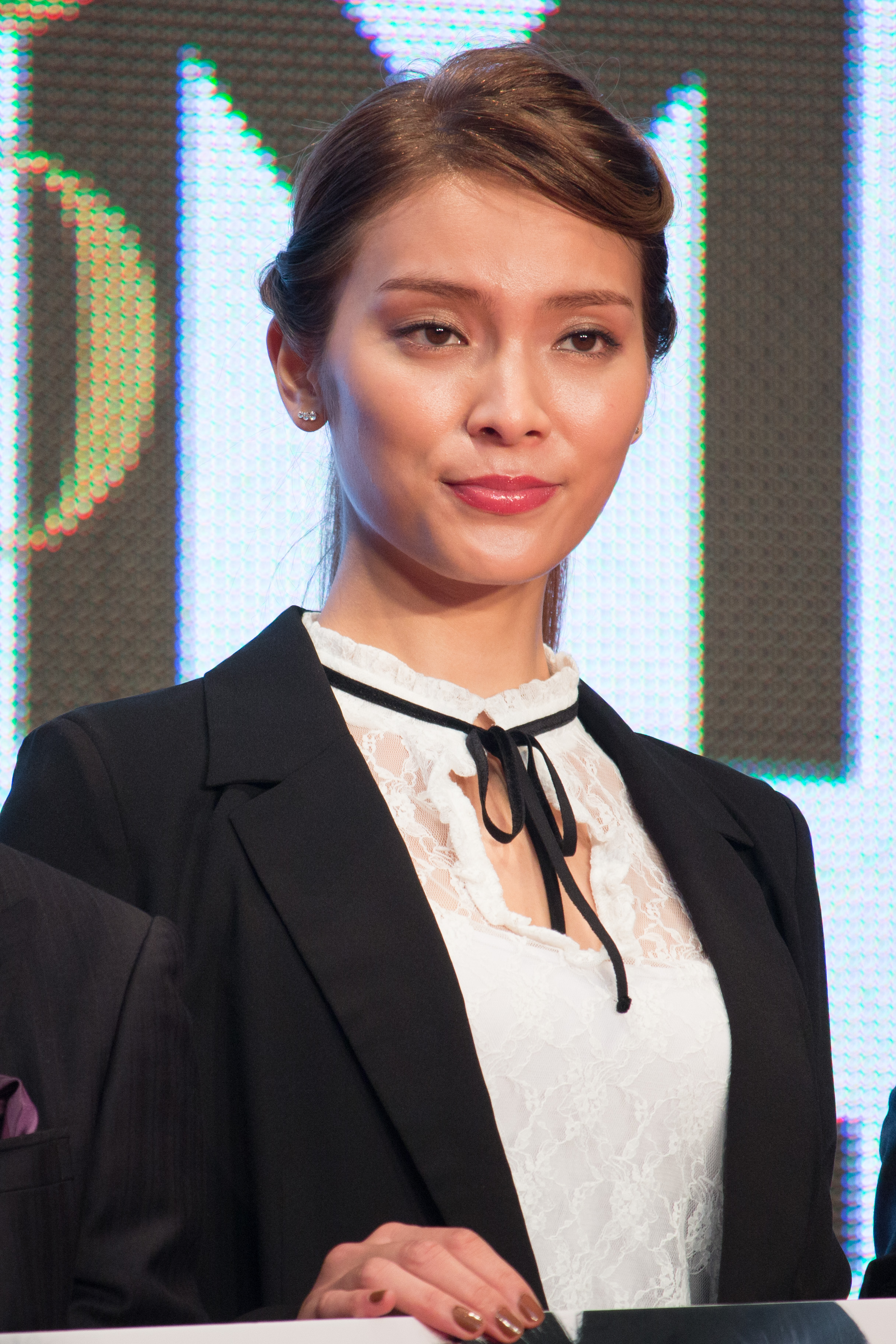
Akimoto lors du 28^{ème} Festival international du film de Tokyo pour Bikuu (2015).

- 2008 : Tadashii Ouji no Tsukuri Kata (正しい王子のつくり方?)
- 2008 : Kankyo Chôjin Ecogainder (環境超人エコガインダー?)
- 2010 : Salary Man Kintaro 2 (サラリーマン金太郎2?)
- 2010 : Arienai (あり得ない?)
- 2010 : Majisuka Gakuen (マジすか学園?)
- 2011 : Détective Conan : Un défi pour Shinichi Kudo (Kudō Shin'ichi e no Chōsenjō) (NTV), Shinichi Kudo
- 2014 : Fathers (おやじの背中)
- 2015 : Bikuu: Le Film (劇場版「媚空　ビクウ」?) : Bikuu
- 2016 : Sumika Sumire (スミカスミレ 45歳若返った女)
- 2016 : Iyana Onna (嫌な女)
- 2016 : Good Morning Call
- 2017 : Winter, Grasping Love (奪い愛、冬)
- 2020 : Panda judges the world (シロでもクロでもない世界で、パンダは笑う)
- 2024 : Monster : Ema Sato (épisodes 5 et 6)

#### Doublage
- 2013 : Spring Breakers : Faith (Selena Gomez)
- 2017 - 2023 : Univers cinématographique Marvel - Mantis (Pom Klementieff)
  - Les Gardiens de la Galaxie Vol. 2
  - Avengers : Infinity War
  - Avengers : Endgame
  - Thor: Love and Thunder
  - Les Gardiens de la Galaxie : Joyeuses Fêtes
  - Les Gardiens de la Galaxie Vol. 3

### Scénographie
- 2011 : The People's Movie : Elsa Veesenmayer
- 2012 : Roman Holiday : Princesse Anne
- 2013 : Mozart l'Opéra Rock : Constance Weber
- 2015 : Sherlock Holmes 2 ~ Bloody Game ~ : Maria
- 2017 : Poil de Carotte : Ernestine
- 2018 : Ghost the Musical: Molly Jensen